# Mästerby kyrka
 Mästerby kyrka är en kyrkobyggnad i Visby stift. Den är församlingskyrka i Sanda, Västergarn och Mästerby församling.

## Kyrkobyggnaden
Mästerby kyrkas interiör är fylld av kyrkomålningar. Man skulle utan överdrift kunna säga att hela kyrkorummet är en bildbibel eller ”Biblia Pauperum” - de fattigas bibel. Bildernas tillkomst spänner över en tidsrymd från 1200- till 1600-talet. Passionsmästarens yttersta domsmålning i triumfbågen från 1400-talet predikar dramatiskt om himmel och helvete. Korabsiden och långhuset uppfördes omkring slutet av 1100-talet eller början av 1200-talet. Något senare, vid 1200-talets mitt, uppfördes det kraftiga tornet. Under 1300-talet höjdes korets och långhusets murar varvid kyrkorummet fick sina valv. Sakristian tillkom 1790.

## Interiör
- Dopfunt från mitten av 1100-talet huggen av Byzantios.
- Triumfkrucifix från 1200-talet som har sin plats i triumfbågen.
- Altaruppsatsen av sandsten dateras till 1688. Den har som motiv: ”Nattvardens instiftelse”.
- Predikstol från 1700-talet.
- David och Goliat, målning på kyrkoväggen.

## Orgel
1871 fick Mästerby kyrka sin orgel. Den tros ha tillhört en församling i Stockholm. Den byggdes 1860 av Frans Andersson, Stockholm och är troligen uppsatt av Åkerman & Lund Orgelbyggeri. Orgeln är mekanisk och renoverades 1984 av J. Künkels Orgelverkstad.
| Manual       | Pedal   | Koppel     |
| Principal 8’ | Bihängd | Man 4'/Man |
| Flöjt 8’     |         |            |
| Gedackt 8’   |         |            |
| Fugara 8’    |         |            |
| Octava 4'    |         |            |

## Bildgalleri

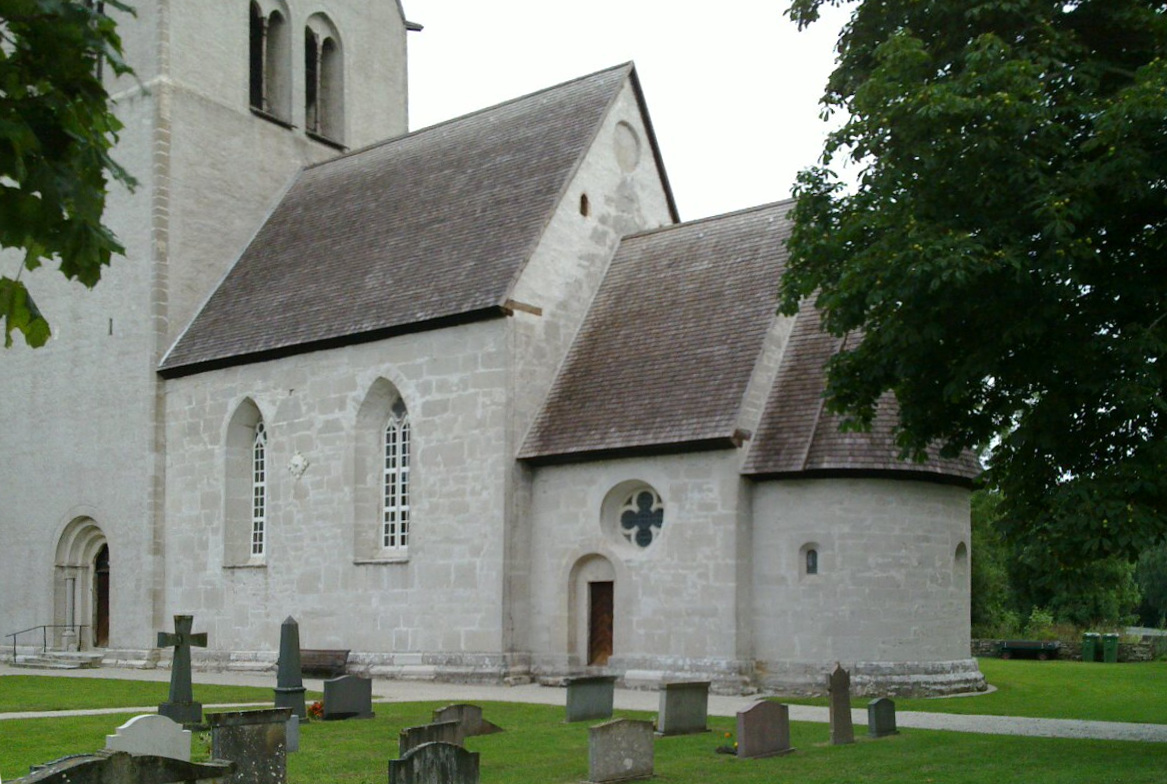
Långhus och korabsid.
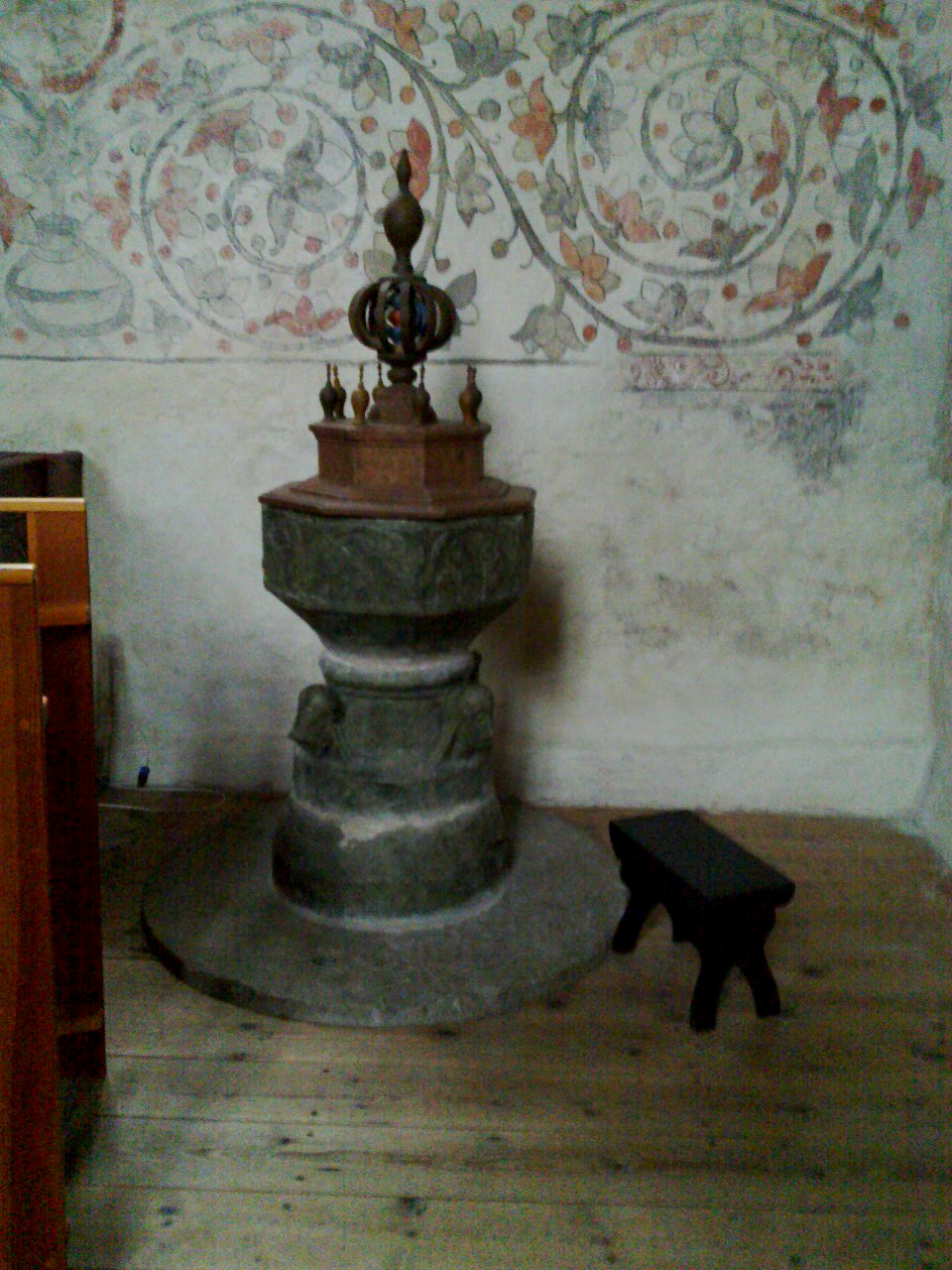
Dopfunt från 1100-talet av Byzantios.
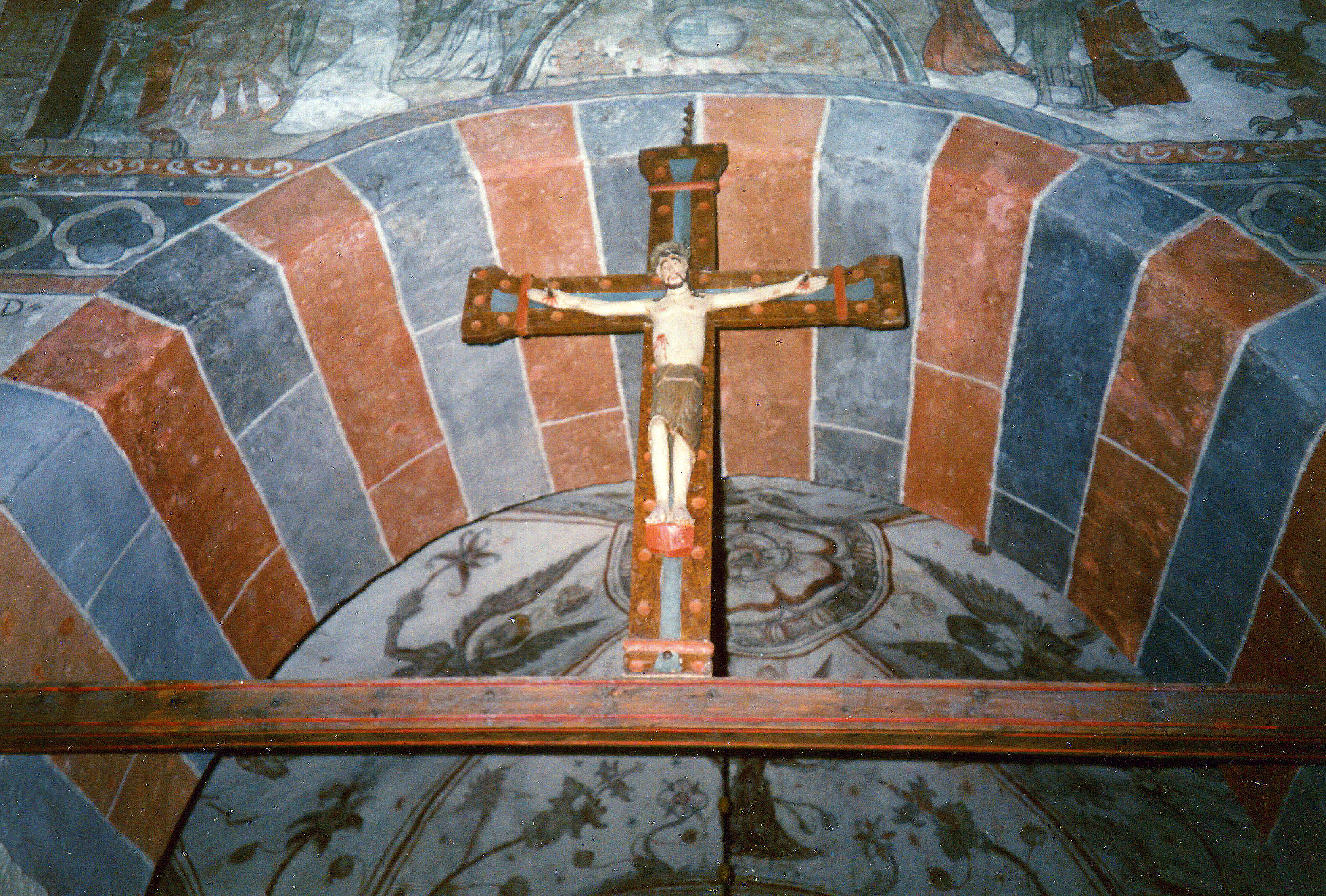
Triumfkrucifix från 1200-talet.
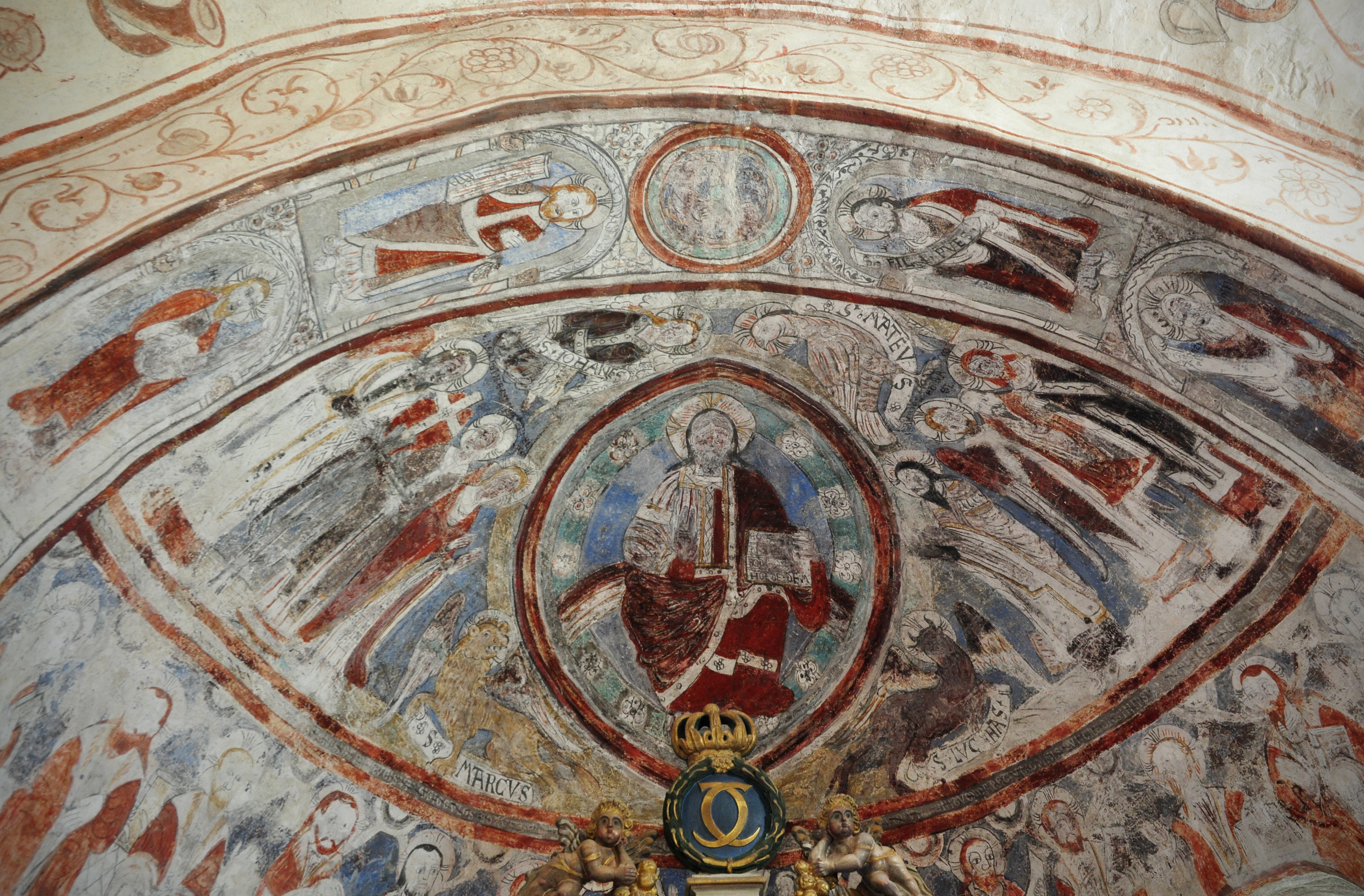
Målning i korabsiden från 1100-talet.
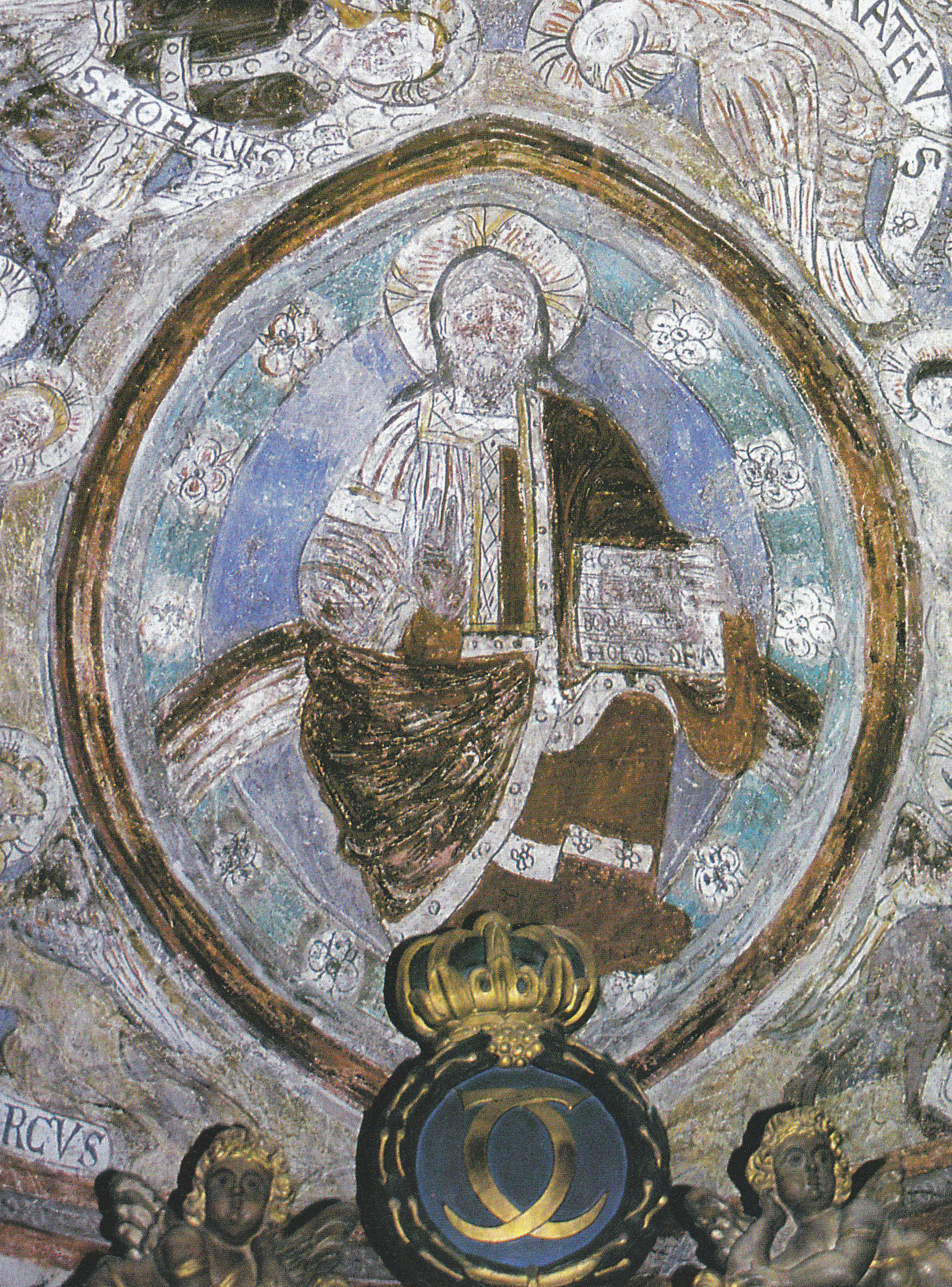
Herrens majestät.
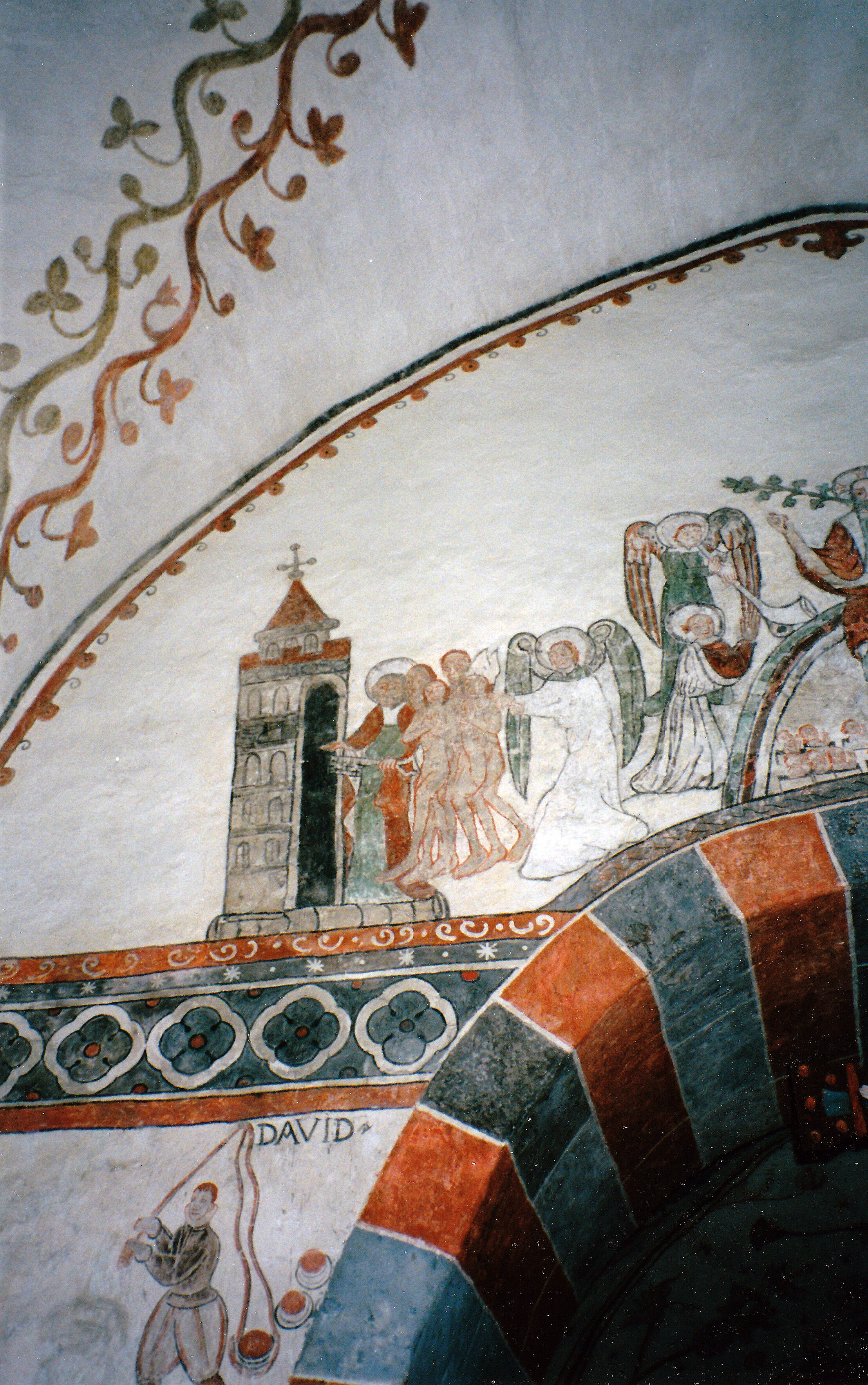
Intåget i himlen. Målning utförd under 1400-talet av Passionsmästaren.
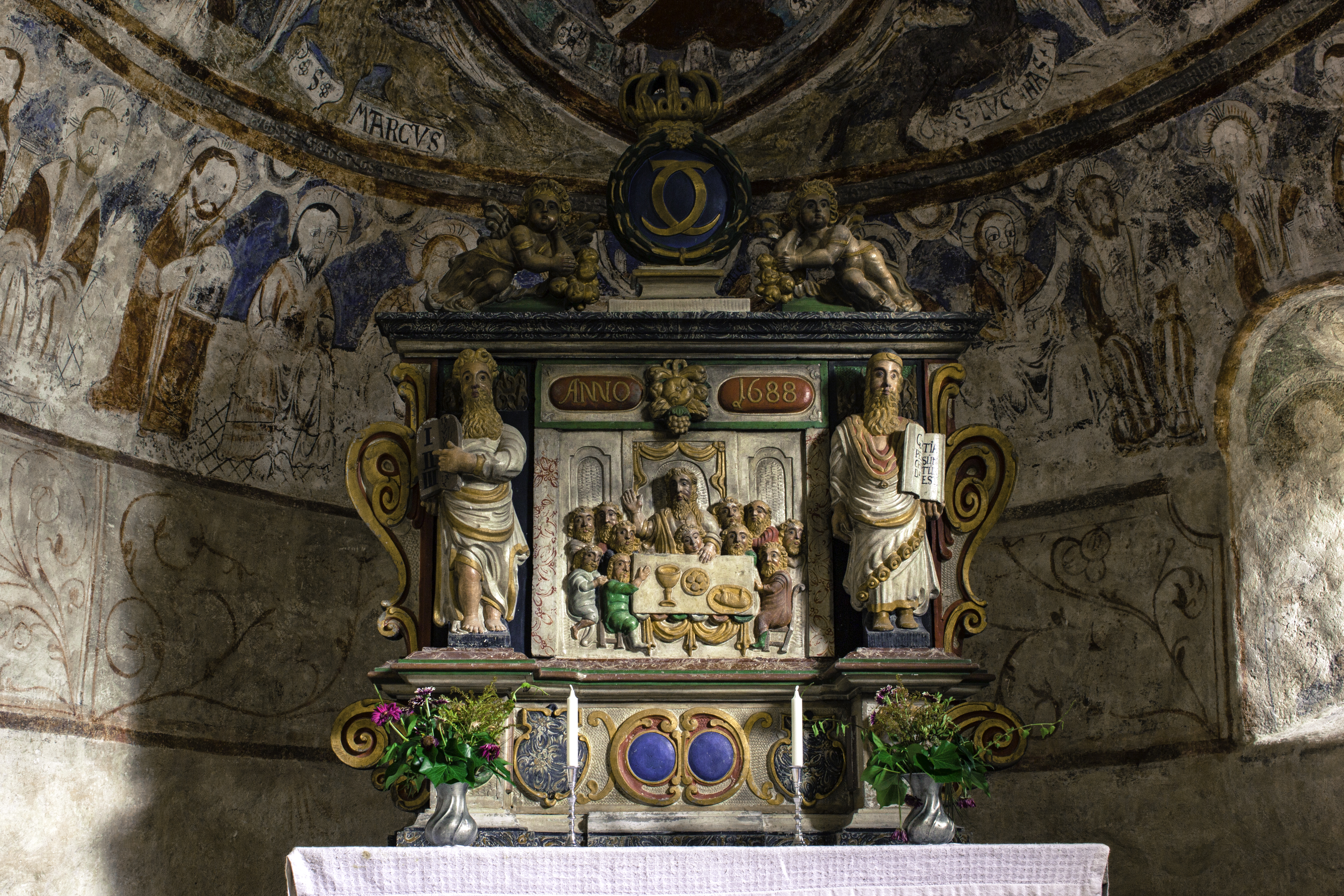
Altaruppsats, av sandsten, från 1688.
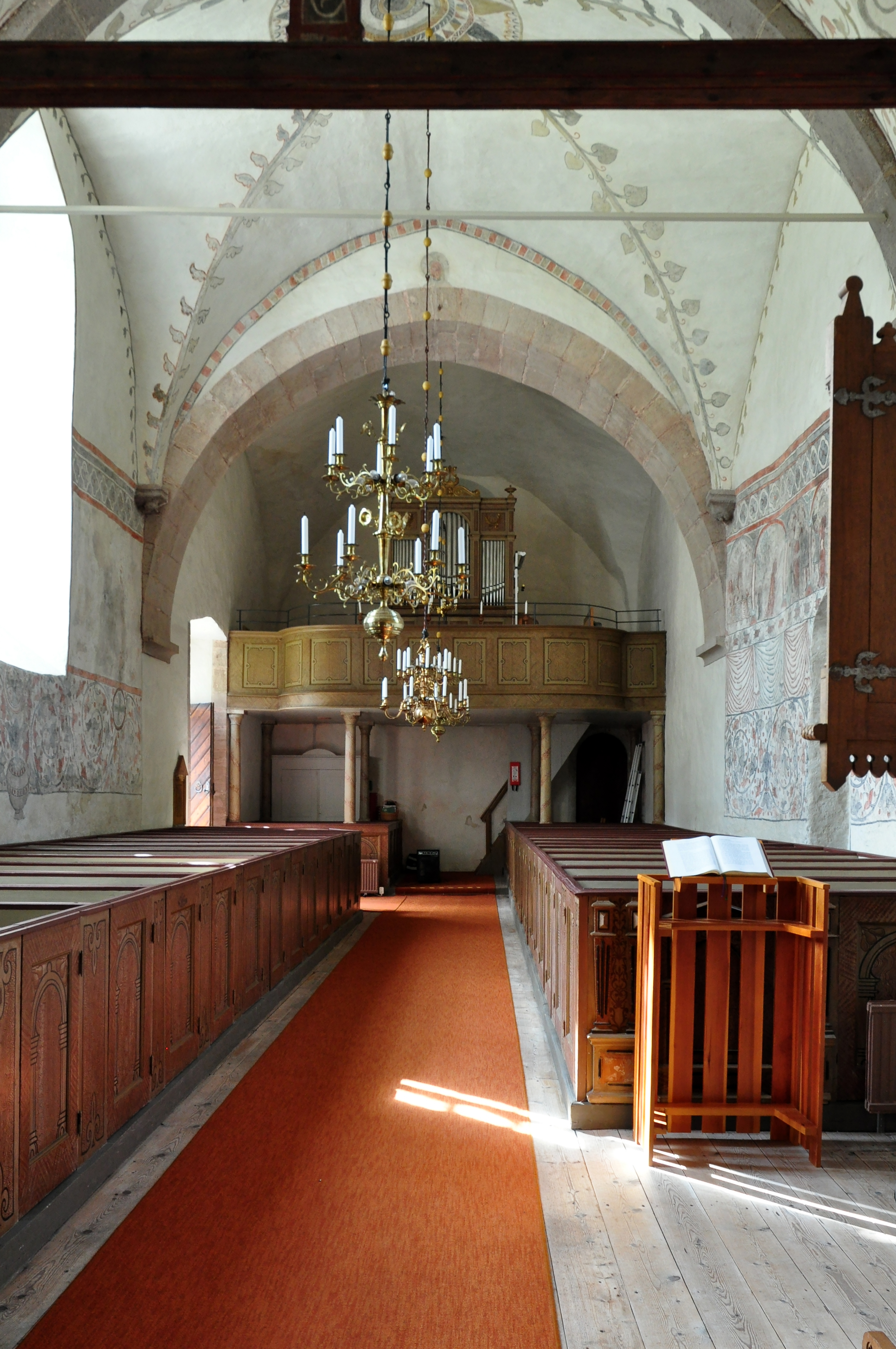
Kyrkorummet med orgeln.
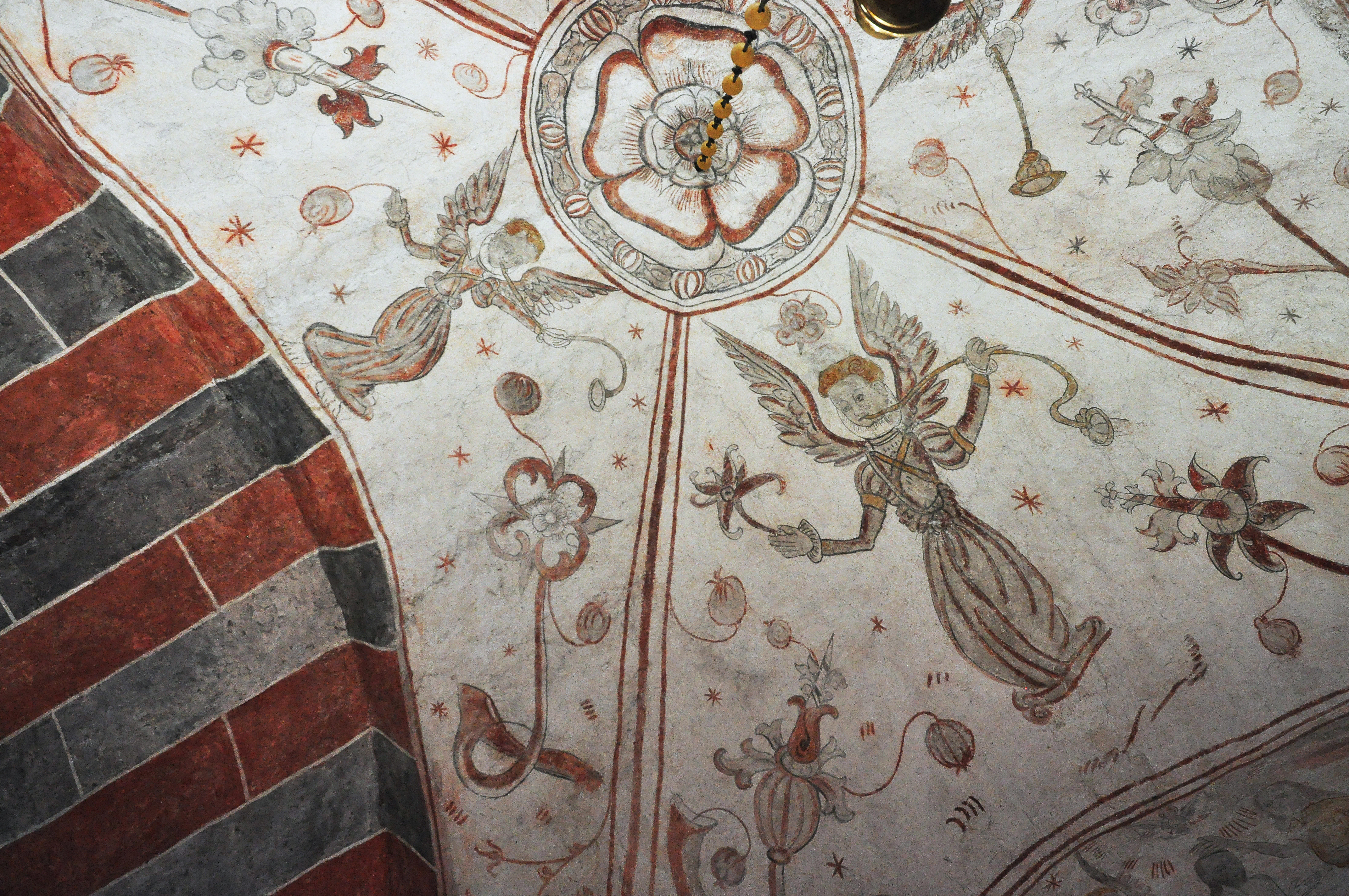
Takmålning.